# 金黄园蛛
金黄园蛛（学名：Araneus flavidus）为园蛛科园蛛属的动物。在中国大陆，分布于新疆等地。该物种的模式产地在新疆米泉。